# Шакуликова, Гульзада Танирбергеновна
Шакуликова, Гульзада Танирбергеновна (16.01.1973) — доктор экономических наук, профессор, академик МАИН, «Почетный работник образования РК», стипендиат президентской программы «Болашак», обладатель звания «Лучший преподаватель вуза» РК, Председатель Правления- ректор НАО Атырауский университет нефти и газа имени Сафи Утебаева.

## Биография
Родилась 1 января 1973 года.
Образование:
1. Алма-Атинский институт народного хозяйства, специальность: Бизнес и менеджмент (1990—1994)
2. Казахская государственная академия управления, специальность: Магистр делового администрирования (1994—1996)
3. Казахская государственная академия управления, аспирантура, специальность: Экономика и управление народным хозяйством (1998—2000)
4. Казахская государственная академия управления, докторантура, специальность: Экономика и управление народным хозяйством (2003—2006)
5. University of Reading, Великобритания, Научная стажировка по программе «Болашак» (2012—2014)

Трудовая деятельность:
1. Казахская государственная академия управления. Преподаватель кафедры «Микроэкономика» (1995)
2. Казахская государственная академия управления. Эксперт Центра стратегии развития, старший преподаватель кафедры «Менеджмент» (1996—2000)
3. Департамент развития отраслевой инфраструктуры Министерства экономики и бюджетного планирования РК. Главный специалист (2000—2003)
4. Казахский Гуманитарно-Юридический университета. Декан, проректор-директор Высшей школы экономики и бизнеса (2006—2012)
5. АО «Финансовая Академия» при Министерстве финансов РК. Ректор, проректор по учебно-методической работе (2014—2017)
6. АО «Казахстанско-Британский технический университет». Проректор по академическим вопросам (2017—2019)
7. НАО «Атырауский университета нефти и газа им. С.Утебаева». Председатель Правления — ректор (с 2019)

## Награды и звания
1. Доктор экономических наук
2. Профессор
3. Академик МАИН
4. «Почетный работник образования РК» (2010)
5. Медаль «За заслуги перед отечеством» (2012)
6. Звание «Лучший преподаватель вуза 2011 года» Министерства образования и науки РК
7. Почетная грамота Министерства образования и науки Республики Казахстан за достижения и значительный вклад в духовное и социальное развитие независимого Казахстана (2019)